# Mon vrai père et moi
Pour plus de détails, voir Fiche technique et Distribution.
Mon vrai père et moi (Relative Strangers) est un film américain réalisé par Greg Glienna (en), sorti en 2006.

## Synopsis
La vie professionnelle et privée de Richard Clayton était parfaite jusqu'au jour où il apprit qu'il fut adopté. Le choc de la nouvelle passé, il se mit en quête de rechercher l'identité de ses parents biologiques. Il s'en mordit les doigts car ses parents étaient à l'opposé de ses valeurs et de son mode de vie. Son invitation à passer quelques jours auprès de sa famille adoptive risque de chambouler complètement sa vie et celle de ses proches.

## Fiche technique
- Titre français : Mon vrai père et moi
- Titre original : Relative Strangers
- Réalisation : Greg Glienna (en)
- Scénario : Greg Glienna, Peter Stass
- Musique : David Kitay, Joseph Pullin
- Photographie : Jeffrey Greeley, Tim Suhrstedt (en)
- Producteur : Brian R. Etting, Josh H. Etting, Lati Grobman (en), Ram Bergman, Danny DeVito
- Société de production : Garlin Pictures, Equity Pictures Medienfonds & Co., Gordonstreet Pictures et Jersey Films
- Société de distribution : First Look Studios (États-Unis)
- Pays :  États-Unis,  Allemagne
- Langue : anglais
- Format : Couleur - Dolby Digital - DTS - 35 mm - 1.85:1
- Genre : comédie
- Durée : 87 min
- Public : tous public

## Distribution
- Danny DeVito  (VF : Philippe Peythieu) : Frank Menure
- Kathy Bates  (VF : Denise Metmer) : Agnès Menure
- Ron Livingston : Dr Richard Clayton
- Neve Campbell : Ellen Minnola
- Beverly D'Angelo : Angela Minnola
- Bob Odenkirk : Mitch Clayton
- Edward Herrmann  (VF : Bernard Tiphaine) : Doug Clayton
- Christine Baranski : Arleen Clayton
- Martin Mull : Jeffrey Morton
- Michael McKean : Ken Hyman
- M. C. Gainey : Spicer
- Ed Begley Jr. : Le "faux" père Merdeux
- Debbi Morgan : La "fausse" mère Merdeux
- Connie Sawyer : La vieille dame
- David Bautista : le catcheur
- Triple H : le catcheur